# Pilanesbergita
La pilanesbergita és un mineral de la classe dels silicats que pertany al grup de la wöhlerita.

## Característiques
La pilanesbergita és un silicat de fórmula química Na₂Ca₂Fe₂Ti₂(Si₂O₇)₂O₂F₂, sent l'anàleg de titani de la madeiraïta. Va ser aprovada com a espècie vàlida per l'Associació Mineralògica Internacional l'any 2023, senta publicada en el mes de gener de l'any següent. Cristal·litza en el sistema monoclínic i la seva duresa estimada es troba entre 5 i 6.
Les mostres que van servir per a determinar l'espècie, el que es coneix com a material tipus, es troben conservades a les col·leccions del Museu d'Història Natural de la Universitat d'Oslo (Noruega), amb el número de catàleg: KNR 44406, i al «Laboratoire de Minéralogie et de Cristallochimie» de la Universitat de Lieja, a Bèlgica, amb el número de catàleg: 21980.

## Formació i jaciments
La pilanesbergita es va formar en condicions relativament reductores a partir d'un magma de sienita nefelina que havia evolucionat per cristal·lització fraccionada principalment d'egirina. La cristal·lització posterior d'arfvedsonita va provocar un augment de la fugacitat de l'oxigen i un canvi a la concentració del manganès i el ferro del magma, provocant un canvi de composició mineral de pilanesbergita a normandita. Va ser descoberta al complex alcalí de Pilanesberg, a la municipalitat de Moses Kotane del districte de Bojanala Platinum (Província del Nord-oest, Sud-àfrica), on es troba associada a foyaïta verda, i en part fent intercreixements amb egirina.